# Gareth McAuley
Gareth Gerald McAuley (Larne, Comtat d'Antrim, Irlanda del Nord, 5 de desembre de 1979) és un futbolista professional nord-irlandès que juga com a defensa al club anglès de la Premier League West Bromwich Albion i a la selecció d'Irlanda del Nord.